# 米澤穂信
米澤 穂信（よねざわ ほのぶ、男性、1978年 -）は、日本の小説家、推理作家。岐阜県出身。岐阜県立斐太高等学校、金沢大学文学部卒業。

## 来歴
物心ついた頃から漠然と作家業を志すようになる。11歳でハーバート・ジョージ・ウェルズ『宇宙戦争』の続篇という形で二次創作を書き、中学2年生あたりからオリジナルの小説を書き始めた。金沢大学文学部の2年生から、ウェブサイトでネット小説サイト「汎夢殿」（はんむでん）を運営し、作品を発表し始める（デビューが決まった後「汎夢殿」は一旦閉鎖され、これらの作品は現在読むことが出来ない）。様々な種類のエンターテイメント作品を書いていたが、大学時代に北村薫の『空飛ぶ馬』、『六の宮の姫君』（東京創元社、1992年）を読み衝撃を受け、ミステリーへの方向性を決める。
大学卒業後は、「2年間だけ小説の夢にチャレンジしたい」と両親を説得して、岐阜県高山市で書店員をしながら執筆を続ける。そして2001年、『氷菓』で第5回角川学園小説大賞ヤングミステリー&ホラー部門奨励賞を受賞してデビュー。『氷菓』は「汎夢殿」で発表した作品の中で反響が大きかったのを受けて応募を決めた。この賞に応募した理由として、ライトノベルとミステリーの組合せに未来を感じたことと、また別の賞の締切りに遅れてしまったこと、の2つを挙げている。そして〈古典部〉シリーズである『氷菓』が、角川スニーカー文庫内に新たに立てられた「スニーカー・ミステリ倶楽部」の第1回配本として、これに続いて『愚者のエンドロール』が刊行された。
ところが、〈古典部〉シリーズ3作目にして完結編として執筆されていた『さよなら妖精』の出版がレーベルの傾向との違いにより困難となった。苦境に陥ったが、推理作家の笠井潔の推薦もあって、2004年、推理小説に強い東京創元社から出版される運びとなる。架空の国から、米澤の卒業論文のテーマであったユーゴスラヴィアへと舞台を変え、ノンシリーズ作品として出版された本作は、2005年版の『このミステリーがすごい！』（宝島社）の国内部門で20位となり、米澤穂信の名を広く世に広める結果となった。同年には〈古典部〉シリーズと同じく日常の謎を主に扱う〈小市民〉シリーズの第1作『春期限定いちごタルト事件』（創元推理文庫）を刊行した。この前後の時期、岐阜から東京へ住まいを移している。
2008年に刊行した『儚い羊たちの祝宴』（新潮社）の頃から謎解き部分だけでなく物語の味わいの点でも優れた作品作りを心がけるようになり、2010年発表のファンタジーテイストを取り入れた本格推理小説『折れた竜骨』（東京創元社）は、日本推理作家協会賞長編及び連作短編集部門を受賞した。
2012年に〈古典部〉シリーズが『氷菓』という題名で京都アニメーション制作によりアニメ化され人気を博し、米澤の名はアニメファンにも知れ渡るようになった。
2014年に刊行した短篇集『満願』は「ミステリが読みたい！」「週刊文春ミステリーベスト10」「このミステリーがすごい！」の国内部門1位で史上初のミステリ・ランキング3冠に輝くとともに、第27回山本周五郎賞を受賞し、第151回直木三十五賞の候補作にもなった。
2015年に刊行した『王とサーカス』も「ミステリが読みたい！」「週刊文春ミステリーベスト10」「このミステリーがすごい！」の国内部門1位となり、『満願』に続いて2年連続でミステリ・ランキング3冠に輝いた。
2016年、英語圏最大の文芸誌『Granta』日本語版でGranta Best of Young Japanese Novelistsに選出される。
2021年、『黒牢城』で第12回山田風太郎賞を受賞した。また、同作で「ミステリが読みたい！」「週刊文春ミステリーベスト10」「このミステリーがすごい！」「本格ミステリ・ベスト10」の国内部門1位となり、史上初となるミステリ・ランキング4冠を達成した。さらに『週刊朝日』の「2021年 歴史・時代小説ベスト3」で1位に選出された。
2022年、同作で第166回直木三十五賞、第22回本格ミステリ大賞小説部門を受賞。
2023年、『可燃物』で「ミステリが読みたい！」「週刊文春ミステリーベスト10」「このミステリーがすごい！」の国内部門1位となり、4回目のミステリ・ランキング3冠に輝いた。

## 人物
- 座右の銘はアルベール・カミュ「性格を持たないときに人は確かに方法を身につけなければならない」。米澤はこの言葉を「天才でないなら、技を磨きなさい。技と頭で書け。」という意味だと捉え、そこを磨いていけば到達できるものがあるはずだと考えた[注 3]。
- 直木賞作家の道尾秀介は15年来の友人である[23]。

## 受賞・候補選出歴
太字が受賞したもの
- 2001年 - 『氷菓』で第5回角川学園小説大賞（ヤングミステリー&ホラー部門）奨励賞受賞。
- 2007年 - 『心あたりのある者は』で第60回日本推理作家協会賞（短編部門）候補[24]。
- 2008年 - 『インシテミル』で第8回本格ミステリ大賞（小説部門）候補[25]。
- 2010年 - 『追想五断章』で第63回日本推理作家協会賞（長編及び連作短編集部門）候補、第10回本格ミステリ大賞（小説部門）候補[26]。
- 2011年 - 『折れた竜骨』で第64回日本推理作家協会賞（長編及び連作短編集部門）受賞、第11回本格ミステリ大賞（小説部門）候補[27]、第24回山本周五郎賞候補。
- 2014年 - 『満願』で第27回山本周五郎賞受賞[28]、第151回直木三十五賞候補[29]。
- 2015年 - 『満願』で第12回本屋大賞候補（第7位）[30]、第2回高校生直木賞候補[31]。
- 2016年 - 『真実の10メートル手前』で第155回直木三十五賞候補。『王とサーカス』で第13回本屋大賞候補（第6位）[32]。
- 2021年 - 『黒牢城』で第12回山田風太郎賞受賞[16]
- 2022年 - 『黒牢城』で第166回直木三十五賞受賞[19]、第19回本屋大賞候補（第9位）[33]、第22回本格ミステリ大賞（小説部門）受賞[20]、第9回高校生直木賞候補[34]。『米澤屋書店』で第22回本格ミステリ大賞（評論・研究部門）候補[35]。
- 2024年 - 『可燃物』で第24回本格ミステリ大賞（小説部門）候補[36]。令和6年度岐阜県芸術文化顕彰受賞[37]。
- 2025年 - 『〈小市民〉シリーズ』で第10回吉川英治文庫賞受賞[38]

## ミステリ・ランキング
- 週刊文春ミステリーベスト10
  - 2007年 - 『インシテミル』7位
  - 2009年 - 『追想五断章』5位
  - 2011年 - 『折れた竜骨』2位
  - 2013年 - 『リカーシブル』18位
  - 2014年 - 『満願』1位[29]
  - 2015年 - 『王とサーカス』1位
  - 2016年 - 『真実の10メートル手前』2位
  - 2017年 - 『いまさら翼といわれても』8位
  - 2019年 - 『Iの悲劇』4位、『本と鍵の季節』18位
  - 2020年 - 『巴里マカロンの謎』16位
  - 2021年 - 『黒牢城』1位
  - 2023年 - 『可燃物』1位
  - 2024年 - 『冬期限定ボンボンショコラ事件』2位

- このミステリーがすごい!
  - 2005年 - 『さよなら妖精』20位
  - 2006年 - 『犬はどこだ』8位
  - 2007年 - 『夏期限定トロピカルパフェ事件』10位、『ボトルネック』15位
  - 2008年 - 『インシテミル』10位
  - 2010年 - 『追想五断章』4位、『秋期限定栗きんとん事件』10位、『儚い羊たちの祝宴』17位
  - 2012年 - 『折れた竜骨』2位
  - 2014年 - 『リカーシブル』7位
  - 2015年 - 『満願』1位[29]
  - 2016年 - 『王とサーカス』1位
  - 2017年 - 『真実の10メートル手前』3位
  - 2018年 - 『いまさら翼といわれても』17位
  - 2020年 - 『本と鍵の季節』9位、『Iの悲劇』11位
  - 2021年 - 『巴里マカロンの謎』19位
  - 2022年 - 『黒牢城』1位
  - 2024年 - 『可燃物』1位、『栞と嘘の季節』31位
  - 2025年 - 『冬期限定ボンボンショコラ事件』2位

- 本格ミステリ・ベスト10
  - 2005年 - 『さよなら妖精』22位
  - 2006年 - 『犬はどこだ』13位、『クドリャフカの順番』21位
  - 2007年 - 『夏期限定トロピカルパフェ事件』4位
  - 2008年 - 『インシテミル』4位、『遠まわりする雛』14位
  - 2010年 - 『追想五断章』4位、『秋期限定栗きんとん事件』11位
  - 2011年 - 『ふたりの距離の概算』11位
  - 2012年 - 『折れた竜骨』1位
  - 2014年 - 『リカーシブル』10位
  - 2015年 - 『満願』2位
  - 2016年 - 『王とサーカス』3位
  - 2017年 - 『真実の10メートル手前』7位
  - 2018年 - 『いまさら翼といわれても』16位
  - 2020年 - 『Iの悲劇』12位、『本と鍵の季節』14位
  - 2021年 - 『巴里マカロンの謎』14位
  - 2022年 - 『黒牢城』1位
  - 2024年 - 『可燃物』2位、『栞と嘘の季節』22位
  - 2025年 - 『冬期限定ボンボンショコラ事件』9位

- ミステリが読みたい!
  - 2008年 - 『インシテミル』13位
  - 2010年 - 『追想五断章』3位、『儚い羊たちの祝宴』7位、『秋期限定栗きんとん事件』13位
  - 2012年 - 『折れた竜骨』1位
  - 2014年 - 『リカーシブル』15位
  - 2015年 - 『満願』1位[29]
  - 2016年 - 『王とサーカス』1位
  - 2017年 - 『真実の10メートル手前』1位
  - 2018年 - 『いまさら翼といわれても』11位
  - 2020年 - 『本と鍵の季節』12位、『Iの悲劇』17位
  - 2021年 - 『巴里マカロンの謎』10位
  - 2022年 - 『黒牢城』1位
  - 2024年 - 『可燃物』1位、『栞と嘘の季節』16位
  - 2025年 - 『冬期限定ボンボンショコラ事件』2位

- MRC大賞
  - 2023年 - 『可燃物』6位
  - 2024年 - 『冬期限定ボンボンショコラ事件』4位

## 文学賞選考委員歴
- ミステリーズ!新人賞：第10回（2013年） - 第19回（2022年）[39]
- 創元ミステリ短編賞：第1回（2023年）[40]
- 松本清張賞：第30回（2023年） - 第32回（2025年）
- 横溝正史ミステリ&ホラー大賞：第43回（2023年） - 第45回（2025年）
- 直木三十五賞：第173回（2025年） - [41]

## 作風
初期は推理小説の中でも青春ミステリと呼ばれるジャンルにおいて、「日常の謎」を扱った作品を主に発表していた。作風が地味だという声もあったが、その端正な文体と登場人物に対する巧みなキャラクター設定により、特に若い世代に支持を広げている。米澤は自著について、これらの作品群に通底するテーマは「全能感」であり、思春期における全能感の揺れ動き、変化していく過程を書いてきたと述べている。このテーマは8冊目となる長編『ボトルネック』で一次決算をむかえることになる。
9冊目である新本格へのオマージュをテーマにした長編『インシテミル』を皮切りに、『儚い羊たちの祝宴』『追想五断章』など青春小説の枠を外した作品も発表するようになった。

## 作品

### 〈古典部〉シリーズ
- 氷菓（2001年11月 角川スニーカー文庫 / 2006年 角川文庫）
- 愚者のエンドロール（2002年8月 角川スニーカー文庫 / 2007年 角川文庫）
- クドリャフカの順番 「十文字」事件（2005年6月 角川書店）
  - 【改題】クドリャフカの順番（2008年5月 角川文庫）
- 遠まわりする雛（2007年10月 角川書店 / 2010年7月 角川文庫）
  - 収録作品：やるべきことなら手短に / 大罪を犯す / 正体見たり[注 4] / 心あたりのある者は / あきましておめでとう / 手作りチョコレート事件 / 遠まわりする雛
- ふたりの距離の概算（2010年6月 角川書店 / 2012年6月 角川文庫）
- いまさら翼といわれても（2016年11月 KADOKAWA / 2019年6月 角川文庫）
  - 収録作品：箱の中の欠落 / 鏡には映らない / 連峰は晴れているか / わたしたちの伝説の一冊 / 長い休日 / いまさら翼といわれても

#### 愛蔵版
- 愛蔵版〈古典部〉シリーズI 氷菓・愚者のエンドロール（2023年3月 KADOKAWA）
  - 収録作品：氷菓 / 愚者のエンドロール / プールサイドにて / クリスマスは箱の中
- 愛蔵版〈古典部〉シリーズII クドリャフカの順番・遠まわりする雛（2023年10月 KADOKAWA）
  - 収録作品：クドリャフカの順番 / 遠まわりする雛（やるべきことなら手短に / 大罪を犯す / 正体見たり / 心あたりのある者は / あきましておめでとう / 手作りチョコレート事件 / 遠まわりする雛）
- 愛蔵版〈古典部〉シリーズIII ふたりの距離の概算・いまさら翼といわれても（2024年3月 KADOKAWA）
  - 収録作品：ふたりの距離の概算 / いまさら翼といわれても（箱の中の欠落 / 鏡には映らない / 連峰は晴れているか / わたしたちの伝説の一冊 / 長い休日 / いまさら翼といわれても） / 三つの秘密、あるいは星ヶ谷杯準備滞ってるんだけど何かあったの会議 / 虎と蟹、あるいは折木奉太郎の殺人

### 〈小市民〉シリーズ
- 春期限定いちごタルト事件（2004年12月 創元推理文庫）
  - 収録作品：羊の着ぐるみ / For your eyes only / おいしいココアの作り方 / はらふくるるわざ / 孤狼の心
- 夏期限定トロピカルパフェ事件（2006年4月 創元推理文庫）
  - 収録作品：まるで綿菓子のよう / シャルロットだけはぼくのもの / シェイク・ハーフ / 激辛大盛 / おいで、キャンディーをあげる / スイート・メモリー
- 秋期限定栗きんとん事件（2009年3月 創元推理文庫【上・下】）
- 巴里マカロンの謎（2020年1月 創元推理文庫）
  - 収録作品：巴里マカロンの謎 / 紐育チーズケーキの謎 / 伯林あげぱんの謎 / 花府シュークリームの謎
- 冬期限定ボンボンショコラ事件（2024年4月 創元推理文庫）

### 〈ベルーフ〉シリーズ
- 王とサーカス（2015年7月 東京創元社 / 2018年8月 創元推理文庫）
- 真実の10メートル手前（2015年12月 東京創元社 / 2018年3月 創元推理文庫）
  - 収録作品：真実の10メートル手前 / 正義漢[注 5] / 恋累心中 / 名を刻む死 / ナイフを失われた思い出の中に / 綱渡りの成功例

### 〈図書委員〉シリーズ
- 本と鍵の季節（2018年12月 集英社 / 2021年6月 集英社文庫）
  - 収録作品：913 / ロックオンロッカー / 金曜に彼は何をしたのか / ない本 / 昔話を聞かせておくれよ / 友よ知るなかれ
- 栞と噓の季節（2022年11月 集英社 / 2025年6月 集英社文庫）

### その他の小説
- さよなら妖精（2004年2月 東京創元社 ミステリ・フロンティア / 2006年6月 創元推理文庫 / 2016年10月 東京創元社【新装版】）
  - 本作の派生として、作中人物の太刀洗万智を探偵役に据えた〈ベルーフ〉シリーズが発表されている。
  - 新装版には短編小説「花冠の日」を追加収録。
- 犬はどこだ（2005年7月 東京創元社 ミステリ・フロンティア / 2008年2月 創元推理文庫）
  - 本作は〈S&R〉シリーズの1作目として位置づけられている。
- ボトルネック（2006年8月 新潮社 / 2009年9月 新潮文庫）
- インシテミル（2007年8月 文藝春秋 / 2010年6月 文春文庫）
- 儚い羊たちの祝宴（2008年11月 新潮社 / 2011年7月 新潮文庫）
  - 収録作品：身内に不幸がありまして / 北の館の罪人 / 山荘秘聞 / 玉野五十鈴の誉れ / 儚い羊たちの晩餐
- 追想五断章（2009年8月 集英社 / 2012年4月 集英社文庫）
- 折れた竜骨（2010年11月 東京創元社 ミステリ・フロンティア / 2013年7月 創元推理文庫【上・下】）
- リカーシブル（2013年1月 新潮社 / 2015年6月 新潮文庫）
- 満願（2014年3月 新潮社 / 2017年7月 新潮文庫）
  - 収録作品：夜警 / 死人宿 / 柘榴 / 万灯 / 関守 / 満願
- Iの悲劇（2019年9月 文藝春秋 / 2022年9月 文春文庫）
  - 収録作品：Iの悲劇 / 軽い雨 / 浅い池 / 重い本 / 黒い網 / 深い沼 / 白い仏 / Iの喜劇
- 黒牢城（2021年6月 KADOKAWA / 2024年6月 角川文庫）
  - 収録作品：因 / 雪夜灯籠 / 花影手柄 / 遠雷念仏 / 落日孤影 / 果
- 可燃物（2023年7月 文藝春秋）
  - 収録作品：崖の下 / ねむけ / 命の恩 / 可燃物 / 本物か

### 単行本・文庫本未収録作品

#### 〈小市民〉シリーズ
- 桑港クッキーの謎（東京創元社『ミステリーズ！』vol.104 DECEMBER 2020）
- 羅馬ジェラートの謎（東京創元社『紙魚の手帖』vol.02 DECEMBER 2021）
- 倫敦スコーンの謎（東京創元社『紙魚の手帖』vol.08 DECEMBER 2022）

#### 〈葛警部〉シリーズ
- 土の上下（文藝春秋『オール讀物』2024年3・4月合併号）
- お見通し（文藝春秋『オール讀物』2024年7・8月号）

#### その他の連載
- 11人のサト（毎日新聞社）
  - フリーペーパー『まんたんブロード』で連載されていた連作ショートショート。全12回。挿絵をTAGROが担当した。
  - 左利きのLady（まんたんブロード23号 2006年4月）
  - 脊髄少女（まんたんブロード24号 2006年5月）
  - それが非常識（まんたんブロード25号 2006年6月）
  - 夏爆弾（まんたんブロード26号 2006年7月）
  - Back-up you（まんたんブロード27号 2006年8月）
  - Blue sky as if drawn picture（まんたんブロード28号 2006年9月）
  - 供犠（まんたんブロード29号 2006年10月）
  - パロボファ記念館（まんたんブロード30号 2006年11月）
  - 予言者（前編）（まんたんブロード31号 2006年12月）
  - 予言者（後編）（まんたんブロード32号 2007年1月）
  - Red sky as if drawn picture（まんたんブロード33号 2007年2月）
  - 11人のサト（まんたんブロード34号 2007年3月）
- 片恋（新潮社『週刊新潮』2021年12月2日号 - 12月23日号）
- 石の刃（写真：星野源、KADOKAWA『小説 野性時代』特別編集 2024年冬号、第253号 2025年1月号 -　）

#### その他の作品
- Do you love me?（東京創元社『ミステリーズ！extra《ミステリ・フロンティア》特集』2004年11月）
  - 本作の登場人物の一部は『ボトルネック』にも登場している。
- 暗鬼館への招待状（『インシテミル』単行本刊行記念フリーペーパー 2007年8月）
  - 殴殺
  - 撃殺
  - 刺殺
  - 斬殺
- 音楽がなければ生きられない（『読売新聞』2007年11月10日夕刊）
  - ショートショート。挿絵を西島大介が担当した。
- 川越にやってください（早川書房『ミステリマガジン』2008年1月号）
- 青田買い（『ビッグイシュー日本版』2009年1月15日発行号）
  - ショートショート
- リカーシブル――リブート（『Story Seller Vol.2』2009年4月 新潮社『小説新潮』別冊）
  - 本作は『リカーシブル』（2013年1月 新潮社）の一部を短編として凝縮したものとなっている。
- 馬辺里探訪（新潮社『小説新潮』2011年1月号）
  - ショートショート
- 茄子のよう（文藝春秋『オール讀物』2011年7月号）
- 怪盗Xからの挑戦状（『探偵Xからの挑戦状！ 3』2012年5月 小学館文庫）
  - テレビドラマ『探偵Xからの挑戦状！』用に書き下ろされた短篇。
- 下津山縁起（文藝春秋『別册文藝春秋』2012年7月号）
- ほたるいかの思い出（新潮社『小説新潮』2014年7月号）
- 竹の子姫（早川書房『GRANTA JAPAN with 早稲田文学』第3号 2016年2月）
- 野風（青土社『ユリイカ』2016年7月号）
- 千年紀の窓（書肆侃侃房『文学ムック たべるのがおそい vol.5』2018年4月）
- 安寿と厨子王ファーストツアー（東京創元社『ミステリーズ！』vol.89 2018年6月）
- 白木の箱（小学館『STORY BOX』2018年6月号）
  - ショートショート
- 守株（新潮社『小説新潮』2018年7月号）
- わたしキャベンディッシュ（文藝春秋『オール讀物』2019年8月号）
- 龍軸経（文藝春秋『オール讀物』2020年1月号）
- ありがとう、コーヒーをどうぞ（tree 連載企画 Day to Day 2020年6月6日）
  - ショートショート
- 里芋病（講談社『小説現代』2020年6・7月合併号）
  - ショートショート
- 友情（『北國新聞』『富山新聞』2020年6月27日朝刊）
  - ショートショート
- バラ法（講談社『群像』2020年9月号）
  - ショートショート
- 氷雪の記憶（『米澤屋書店』オンライントークイベント特典 2021年12月[43]）
- 供米（文藝春秋『オール讀物』2022年3・4月合併号）
- それから千万回の晩飯（KADOKAWA『小説 野性時代』特別編集 2022年冬号）
- 名残（新潮社『小説新潮』2024年7月号）
- 時効（講談社「Mephisto Readers Club」2024年1月）
  - ショートショート
- 輪廻の果てまで愛してる（東京創元社『紙魚の手帖』vol.20 DECEMBER 2024）
- 燃えろ恋ごころ（講談社「Mephisto Readers Club」2025年4月）
  - ショートショート
- 世界を変えた三十人とラストプリンスタンディング（朝日新聞出版『小説トリッパー』2025年夏季号）

### 編纂
- 世界堂書店（2014年5月 文春文庫）
- 連城三紀彦 レジェンド 傑作ミステリー集（2014年11月 講談社文庫） - 著：連城三紀彦、共編：綾辻行人、伊坂幸太郎、小野不由美
- 連城三紀彦 レジェンド2 傑作ミステリー集（2017年9月 講談社文庫） - 著：連城三紀彦、共編：綾辻行人、伊坂幸太郎、小野不由美

### アンソロジー（収録）
「」内が米澤穂信の作品

#### 日本推理作家協会・編

##### ザ・ベストミステリーズ 推理小説年鑑
- ザ・ベストミステリーズ 2006（2006年7月 講談社）「シャルロットだけはぼくのもの」
  - 【分冊・改題】 セブンミステリーズ ミステリー傑作選（2009年4月 講談社文庫）
- ザ・ベストミステリーズ 2007（2007年7月 講談社）「心あたりのある者は」
  - 【分冊・改題】 Ultimate Mystery 究極のミステリー、ここにあり ミステリー傑作選（2010年4月 講談社文庫）
- ザ・ベストミステリーズ 2011（2011年7月 講談社）「満願」
  - 【分冊・改題】 Guilty 殺意の連鎖 ミステリー傑作選（2014年4月 講談社文庫）
- ザ・ベストミステリーズ 2012（2012年7月 講談社）「死人宿」
  - 【分冊・改題】 Junction 運命の分岐点 ミステリー傑作選（2015年4月 講談社文庫）
- ザ・ベストミステリーズ 2022（2022年7月 講談社）「ねむけ」
- ザ・ベストミステリーズ 2023（2023年7月 講談社）「倫敦スコーンの謎」

##### 最新ベスト・ミステリー / 日本ベストミステリー選集
- 不思議の足跡（2007年10月 光文社 カッパ・ノベルス / 2011年4月 光文社文庫）「Do you love me?」
- 暗闇を見よ（2010年10月 光文社 カッパ・ノベルス / 2015年4月 光文社文庫）「身内に不幸がありまして」
- 驚愕遊園地（2013年11月 光文社 / 2016年5月 光文社文庫）「913」
- 悪意の迷路（2016年11月 光文社 / 2019年5月 光文社文庫）「綱渡りの成功例」
- 喧騒の夜想曲（2019年12月 光文社）「守株」
  - 【分冊】喧騒の夜想曲 白眉編Vol.2 日本最旬ミステリー「ザ・ベスト」（2022年6月 光文社文庫）
- 奸計の遁走曲（2022年12月 光文社）「片恋」

#### 本格ミステリ作家クラブ・編
- 本格ミステリ06 二〇〇六年本格短編ベスト・セレクション（2006年5月 講談社ノベルス）「シェイク・ハーフ」
  - 【改題】珍しい物語のつくり方 本格短編ベスト・セレクション（2010年1月 講談社文庫）
- 本格ミステリ07 二〇〇七年本格短編ベスト・セレクション（2007年5月 講談社ノベルス）「心あたりのある者は」
  - 【改題】法廷ジャックの心理学 本格短編ベスト・セレクション（2011年1月 講談社文庫）
- 本格ミステリ08 二〇〇八年本格短編ベスト・セレクション（2008年5月 講談社ノベルス）「身内に不幸がありまして」
  - 【改題】見えない殺人カード 本格短編ベスト・セレクション（2012年1月 講談社文庫）

#### Story Seller
- Story Seller（2008年4月 新潮社『小説新潮』別冊 / 2009年1月 新潮文庫）「玉野五十鈴の誉れ」
- Story Seller Vol.2（2009年4月 新潮社『小説新潮』別冊 / 2010年1月 新潮文庫）「リカーシブル――リブート」
- Story Seller Vol.3（2010年4月 新潮社『小説新潮』別冊 / 2011年1月 新潮文庫）「満願」
- Mystery Seller（2012年1月 新潮文庫）「柘榴」
- Story Seller annex（2014年1月 新潮文庫）「万灯」

#### 日本文藝家協会・編
- 短篇ベストコレクション 現代の小説2019（2019年6月 徳間文庫）「守株」
- 時代小説 ザ・ベスト2019（2019年6月 集英社文庫）「安寿と厨子王ファーストツアー」
- 時代小説 ザ・ベスト2021（2021年6月 集英社文庫）「龍軸経」
- 時代小説 ザ・ベスト2023（2023年7月 集英社文庫）「供米」

#### その他
- 犯人は秘かに笑う ユーモアミステリー傑作選（2007年1月 光文社文庫）「Do you love me?」 - ミステリー文学資料館・編
- きみが見つける物語 十代のための新名作 休日編（2008年7月 角川文庫）「シャルロットだけはぼくのもの」 - 角川文庫編集部・編
- 蝦蟇倉市事件2（2010年2月 東京創元社 ミステリ・フロンティア）「ナイフを失われた思い出の中に」
  - 【改題】街角で謎が待っている がまくら市事件（2014年12月 創元推理文庫）
- オールスイリ（2010年11月 文藝春秋）「軽い雨」
- つばさスペシャル きみが見つける物語 あこがれのハイスクールライフ！（2011年6月 角川つばさ文庫）「手作りチョコレート事件」
- 探偵Xからの挑戦状！ 3（2012年5月 小学館文庫）「怪盗Xからの挑戦状」
- いつか、君へ Boys（2012年6月 集英社文庫）「913」 - ナツイチ製作委員会・編
- 謎の放課後 学校のミステリー（2013年11月 角川文庫）「おいしいココアの作り方」 - 大森望・編
- ミステリマガジン700 国内篇 創刊700号記念アンソロジー（2014年4月 ハヤカワ・ミステリ文庫）「川越にやってください」 - 日下三蔵・編
- 時の罠（2014年7月 文春文庫）「下津山縁起」
- 短編学校（2017年6月 集英社文庫）「913」 - 集英社文庫編集部・編
- 妖し（2019年12月 文春文庫）「わたしキャベンディッシュ」
- 超短編！ 大どんでん返し（2021年2月 小学館文庫）「白木の箱」 - 小学館文庫編集部・編
- あなたも名探偵（2021年2月 東京創元社 / 2025年1月 創元推理文庫）「伯林あげぱんの謎」
- 刑事という生き方 警察小説アンソロジー（2021年3月 朝日文庫）「夜警」 - 村上貴史・編
- Day to Day（2021年3月 講談社 / 2021年3月 講談社【愛蔵版】）「ありがとう、コーヒーをどうぞ」 - 講談社・編
- 神様の罠（2021年6月 文春文庫）「崖の下」
- 絶対名作！ 十代のためのベスト・ショート・ミステリー 学園ミステリー（2021年11月 汐文社）「鏡には映らない」 - 千街晶之・編
- 短編宝箱（2022年11月 集英社文庫）「ロックオンロッカー」 - 集英社文庫編集部・編
- 禁断の罠（2023年12月 文春文庫）「供米」
- これが最後の仕事になる（2024年8月 講談社）「時効」 - 講談社・編
- 放課後推理大全 学園ミステリーアンソロジー（2024年8月 朝日文庫）「ない本」 - 大矢博子・編

### エッセイ
- 米澤屋書店（2021年11月 文藝春秋 / 2024年11月 文春文庫）

### ムック
- 米澤穂信と古典部（2017年10月 KADOKAWA）

### 解説
- 連城三紀彦『敗北への凱旋』（2007年8月 講談社ノベルス 綾辻・有栖川復刊セレクション / 2021年2月 創元推理文庫）
- 樋口有介『夏の口紅』（2009年7月 文春文庫）
- モーリス・ルブラン、南洋一郎 訳『怪盗ルパン全集シリーズ(6) 黄金三角』（2010年3月 ポプラ文庫）
- 山田風太郎『青春探偵団』（2010年3月 ポプラ文庫ピュアフル）
- 綾辻行人『時計館の殺人〈新装改訂版〉（下）』（2012年6月 講談社文庫）
- 道尾秀介『カササギたちの四季』（2014年2月 光文社文庫）
- 北村薫『太宰治の辞書』（2017年10月 創元推理文庫）
- 西崎憲『蕃東国年代記』（2018年2月 創元推理文庫）
- 浅ノ宮遼『臨床探偵と消えた脳病変』（2020年2月 創元推理文庫）
- 井上靖『殺意 サスペンス小説集』（2022年8月 中公文庫）

## メディア・ミックス作品

### 映画
- インシテミル 7日間のデス・ゲーム（2010年10月16日公開、配給：ワーナー・ブラザース映画、監督：中田秀夫、主演：藤原竜也）
- 氷菓（2017年11月3日公開、配給：KADOKAWA、監督：安里麻里、主演：山﨑賢人）

### テレビドラマ
- 怪盗Xからの挑戦状（2011年5月5日、NHK『探偵Xからの挑戦状！』で放送）
- 満願（2018年8月14日 - 16日、NHK『ミステリースペシャル』、主演：西島秀俊、安田顕、高良健吾、原作：万灯・夜警・満願『満願』所収）

### テレビアニメ
- 氷菓（2012年4月 - 9月、監督：武本康弘、原作・構成協力：〈古典部〉シリーズ）
- 小市民シリーズ
  - 第1期（2024年7月 - 9月、監督：神戸守、原作：『春期限定いちごタルト事件』『夏期限定トロピカルパフェ事件』[注 6]）
  - 第2期（2025年4月 - 6月、監督：神戸守、原作：『秋期限定栗きんとん事件』『冬期限定ボンボンショコラ事件』）

### 漫画
- 春期限定イチゴタルト事件（作画：饅頭屋餡子、2007年 - 2009年、スクウェア・エニックス、全2巻）
- 夏期限定トロピカルパフェ事件（構成：山崎風愛、作画：おみおみ、2010年 - 2011年、スクウェア・エニックス、全2巻）
- 氷菓（漫画：タスクオーナ、キャラクター原案：西屋太志〈京都アニメーション〉、2012年 - 2013年、角川書店/2014年 - 、KADOKAWA）
- Do you love me?（作画：結賀さとる、2010年6月、スクウェア・エニックス、『月刊Gファンタジー8月号増刊 Gファンタジー＋＋』収録）
- 折れた竜骨（漫画：佐藤夕子、2015年3月 - 2018年、KADOKAWA/エンターブレイン、全5巻）
- 〈小市民〉 春期限定いちごタルト事件（漫画：紗川アンリ、2025年 - 、講談社）